# Pax Christi Internacional
Pax Christi («A paz de Cristo», em latim) é uma organização internacional de tradições católicas pela paz. Em 2007, a instituição estava presente em mais de 60 países do planeta.

## Descrição
Criada em 1945 na França como um trabalho de reconciliação entre franceses e alemães após a Segunda Guerra Mundial, a organização Pax Christi constitui uma organização não-governamental (ONG) segundo as regras estabelecidas por Unesco, ONU, Comissão das Nações Unidas para os Direitos Humanos e Conselho da Europa. 
Sua fundação filosófica deriva do Sermão da Montanha de Jesus Cristo, assim como da tradição da Paz Romana/ICMICA, e se esforça para desempenhar um papel pioneiro na pesquisa de soluções de conflito armado no mundo. 
A organização, que é membro da Coordenação internacional para o Decênio, recebeu em 1983 o Prémio de Educação para a Paz da AFL.